# Nardo Aluman
Ronald Renardo (Nardo) Aloema (artiestennaam: Aluman) (Christiaankondre, 19 oktober 1946 – Paramaribo, 13 oktober 2021) was een schrijver van inheems-Surinaamse (Karaïbse) oorsprong.

## Biografie
Hij werd geboren in Christiaankondre, een van de twee dorpen die samen Galibi vormen aan de monding van de Marowijnerivier (de grensrivier met Frans-Guyana) als zoon van de bekende vertelster Kamala'imïn.
Hij volgde de opleiding voor onderwijzer en de Akademie voor Beeldende Kunsten in Suriname.

### Schrijver
In 1985 vertaalde hij een bundeltje pyjai-liederen (een pyjai is een genezer of sjamaan): Atamygano Warery, letterlijk vertaald: Liederen om in zichzelf te keren.
In 1988 bracht hij het avondvullende toneelstuk Julawai, gebaseerd op Caraïbische mythen, culturele gebruiken en geschiedopvattingen. Het werd gevolgd door Epakano jakonombo/Opstanding in de Amazone (1989), Parana Agyry/De Geest van de Zee (1990), Epakadono Auran/De Stem van Epakadono (1991), Kawa’i/Oorlog (1992) en Auran mero (Talen, stemmen of woorden) (1994). Aluman bestudeert de taal, de tulala (magische planten) en de rituelen van zijn volk en publiceert daarover (onder meer in De Gids, De Ware Tijd Literair en de bundels Verhalen van Surinaamse schrijvers (1989) en Sirito (1990)).
Hij vertaalde Karaïbse legenden, mythen en sagen in de Nederlandse taal en schrijft ook poëzie.

### Inheemse belangen
Aloema was sinds 1982 werkzaam als medewerker voor inheemse culturen bij de Afdeling Cultuurstudies van het Ministerie van Onderwijs en Cultuur in Paramaribo. Daarnaast was hij vicevoorzitter en vervolgens voorzitter van de Organisatie van Inheemsen in Suriname en uitvoerend bestuurslid van het overkoepelende Coördinatieorgaan voor de Inheemse Volkenorganisaties van het Amazonegebied (COICA).
Op 17 maart 2000 richtte hij Amazone Partij Suriname op. De partij deed ook meteen mee aan de verkiezingen van twee maanden later maar behaalde geen zetels. In aanloop naar de verkiezingen van 2005 raakte hij in een interne strijd verwikkeld met de nieuwe voorzitter Kenneth van Genderen. Toen Aloema duidelijk werd dat er voor hem geen lijsttrekkerschap voor Marowijne in zat, verliet hij de partij.
Aloema overleed op 13 oktober 2021.

### Algemeen
Postuum werd hij in 2022 een maand lang geëerd met een plaats op de Iconenkalender van NAKS.

## Over Nardo Aluman
- Een portret in beeld en tekst van Surianto is opgenomen in: Michel Szulc-Krzyzanowski (fotografie) & Michiel van Kempen (tekst), Woorden die diep wortelen. Tien vertellers en schrijvers uit Suriname. Amsterdam: Voetnoot, 1992, pp. 29-51.
- Michiel van Kempen, Een geschiedenis van de Surinaamse literatuur. Breda: De Geus, 2003, deel II, pp. 1014-1015.